# 베티 쿠르티스

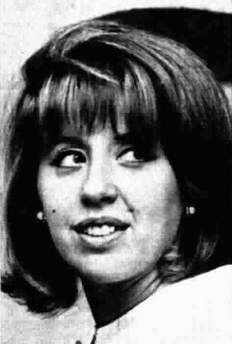

베티 쿠르티스(Betty Curtis, 1936년 3월 21일 ~ 2006년 6월 15일)는 1957년부터 2004년 사이 활동한 이탈리아의 가수이다.
본명은 로베르타 코르티이다. 밀라노 태생이다. 1956년에 에밀리오 바시 악단에서 노래를 부르게 되어 가수로서 데뷔하였다. 다음 해 트리에스테에서 카르테트 라다르의 리더인 클라우디오 첼리를 만나 결혼하였으며, 이후 남편의 도움을 받아가며 그녀의 노래는 더욱 성장, <곤돌리에>를 불러 히트하였다.  1961년은 그녀에게 영광의 해였다. 산 레모 페스티벌에서 <아르 디 라>를 불러 우승하였으며, 나폴리 페스티벌에서는 <당신은 우울해>가 우승을 차지하는 등의 영광을 누렸기 때문이다. 신선한 아름다운 목소리와 테크닉이 완벽한 노래는 스타의 자리를 견고하게 지켜주었다.

## 싱글
- 1958 Con tutto il cuore (With All My Heart)
- 1958 La pioggia cadrà
- 1959 Nessuno
- 1959 Una marcia in fa (with Johnny Dorelli)
- 1959 Buondì (Alone)
- 1960 Non sei felice
- 1960 Il mio uomo
- 1961 Al di là
- 1961 Pollo e champagne
- 1961 Aiutami a piangere
- 1961 Midi Midinette
- 1961 Ci vogliono i mariti
- 1961 Neve al chiaro di luna
- 1962 Buongiorno amore
- 1962 Stasera piove
- 1962 Soldi soldi soldi
- 1962 Tango del mare
- 1962 Chariot (I Will Follow Him)
- 1963 Wini, wini
- 1964 La casa più bella del mondo
- 1964 Scegli me o il resto del mondo
- 1965 Invece no (1965 San Remo Festival)
- 1966 Le porte dell`amore
- 1967 È più forte di me
- 1967 Guantanamera
- 1967 Povero Enrico
- 1969 Gelosia
- 1970 Donna
- 1974 Ma ci pensi tu (Cu Cu Ru Cu Cu Paloma)
- 1976 La grulla
- 1976 nnamorarsi No!
- 1978 Chariot sound
- 1978 Sarò la luce che ti guida